# Miss Acre 2017
Miss Acre 2017 foi a 56ª edição do tradicional concurso de beleza feminina do Estado, válido para a disputa de Miss Brasil 2017, único caminho para o Miss Universo. Este ano não foi realizado concurso e sim uma cerimônia de coroação, comandada pela empresária Meyre Manaus no dia 11 de maio no "Villa Rio Branco Concept" Hotel, na capital. A estudante de direito Kailane Amorim de Brasiléia, foi a escolhida e recebeu a faixa e a coroa das mãos da Miss Acre 2016, Jucianne Menezes,

## Resultado

### Aclamação
| Posição  | Município & candidata        |
| -------- | ---------------------------- |
| Indicada | - Brasiléia - Kailane Amorim |

## Histórico
Kailane já disputou o título anteriormente:

### Estadual
Miss Acre
- 2014: Brasiléia - Kailane Amorim (4º. Lugar) [7]
  - (Sem representação específica.)